# Malais
Els malais (malai: Melayu Jawi, ملايو) són un grup ètnic de possible origen a Borneo i que es van expandir cap a Sumatra (on les inscripcions més antigues daten del segle VII a Palembang) i la península Malaia on formen més de la meitat de la població. No s'han de confondre amb la raça malaia molt més estesa.
Foren hinduitzats (ja ho estaven al segle VII) però es van convertir a l'islam al segle xv. Els malais parlen el malai que pertany a la família austronèsica. Sobre l'origen del nom "malai" hi ha nombroses teories.